# 柳叶箬属
柳叶箬属（学名：Isachne）是禾本科下的一个属，为一年生或多年生柔弱草本植物。该属共有约120种，分布于热带及亚热带地区。